# London Passenger Transport Board
London Passenger Transport Board (LPTB), coneguda com a London Transport, fou l'organisme responsable del transport públic a Londres (Regne Unit) des de l'any 1933 fins al 1948.
Es va constituir per l'acta de 1933 de London Passenger Transport promulgada el 13 d'abril de 1933. El projecte de llei original va ser presentat per Herbert Morrison, que fou Ministre de Transport del govern laborista fins al 1931. Aquesta llei híbrida va permetre a la legislació entrar al Parlament en el marc del Govern Nacional. Tot i la crítica del partit conservador el nou govern va decidir continuar amb el projecte de llei sense canvis importants, malgrat la seva àmplia transferència a empreses privades. L'1 de juliol de 1933 la LPTB va començar a funcionar cobrint l'àrea anomenada "London Passenger Transport Area".

## London Passenger Transport Area
London Passenger Transport Area, l'àrea de tranport de passatgers de Londres tenia aproximadament un radi de 48 km des de Charing Cross fins a Baldock, estenent-se més enllà del que actualment és el Gran Londres.
| London Passenger Transport Area 1933-1947 | |
| Mapa                                      | En vermell London Passenger Transport Area. Els límits de districte de la polícia metropolitana es poden veure en blau i en gris els límits del Comtat de Londres. |

| Precedit per: Varis | Autoritat del transport a Londres 1933–1948 | Succeït per: London Transport Executive |